# Motore Poissy Type 366
Il motore Poissy Type 366 ed il suo "gemello", il motore Type 371, sono stati due motori a scoppio prodotti tra il 1971 ed il 1979 dalla Casa automobilistica francese SIMCA, e fino al 1989 dal Gruppo PSA.

## Caratteristiche

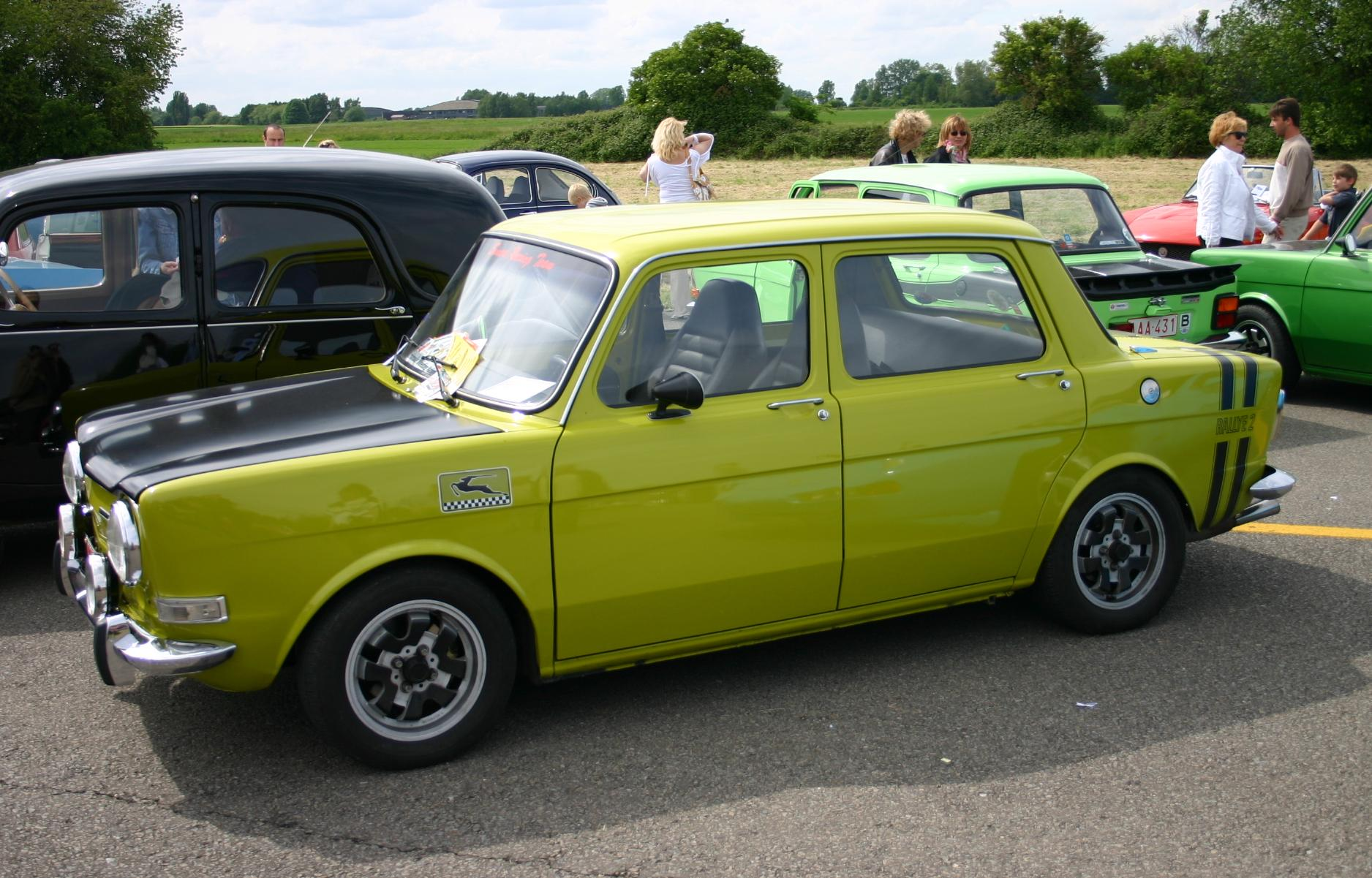
Le Simca 1000 Rallye erano tra i più noti esempi di applicazione dei motori 371

Questo motore nasce come evoluzione dei precedenti propulsori Type 353 e Type 354, montati sulla Simca 1200S e su alcune versioni sportive della Simca 1000. Come base è stata presa l'unità Simca da 1.1 litri (nota con le sigle Type 350 e Type 351), a cui è stato incrementato il diametro dei cilindri, ora passato da 74 a 76.7 mm, mentre la corsa è rimasta invariata a 70 mm. Si tratta quindi di un motore superquadro, la cui cilindrata è salita dagli originari 1118 a 1294 cm³.

In generale, molte delle caratteristiche di questa nuova unità motrice sono ereditate dai motori da 1, 1.1 ed 1.2 litri da cui deriva. Si ritrovano così le seguenti caratteristiche generali:
- architettura a 4 cilindri in linea;
- basamento in ghisa;
- testata cross-flow in lega di alluminio;
- distribuzione ad un asse a camme laterale comandato a catena e con valvole in testa;
- albero a gomiti in acciaio forgiato e con 5 supporti di banco.

### Type 366
Essendo un motore previsto sia per la Simca 1000, con motore disposto longitudinalmente, sia per la Simca 1100, con motore trasversale, sono esistite fin dall'inizio due varianti fondamentali. La prima è il motore Type 366 vero e proprio, caratterizzato da un basamento realizzato in maniera tale da poter essere alloggiato trasversalmente all'interno del vano motore. Questo motore è stato quello che alla fine avrà una discendenza anche dopo l'estinzione del marchio Simca, e verrà montato anche su alcuni modelli Talbot e Peugeot. Caratterizzato da un rapporto di compressione pari a 9.5:1 e dall'alimentazione affidata ad un carburatore doppio corpo, questo motore è stato proposto inizialmente con potenza massima di 75 CV a 5800 giri/min, per essere montato sulla Simca 1100 Spécial, prodotta tra il 1971 ed il 1976. Nel periodo a partire dal 1973, questo motore ha cambiato sigla in 3G2, con poche modifiche di dettaglio, ed è stato proposto anche nella variante giardinetta della Simca 1100 Spécial, denominata appunto Break Spécial e prodotta dal 1973 al 1975, oppure con potenza innalzata a 68 CV. Con queste nuove modifiche il campo delle applicazioni si estese anche ad altre applicazioni, come per esempio la Simca 1307 GLS.

Sono esistite anche varianti più prestazionali, alimentate da due carburatori doppio corpo invece di uno solo: tali varianti, solitamente note con la sigla 3G4, erogavano una potenza massima di 82 CV e sono state proposte nelle varianti di punta delle gamme 1100 e 1000, oltre che sulla versione base della sportiva Bagheera.

Tra le applicazioni merita una menzione particolare la Simca 1307, il cui motore 366 venne dotato, fin dal suo esordio, di un sistema di accensione elettronica a transistor, per la prima volta in Europa.

### Type 371
Dal 1972, il motore Simca da 1.3 litri è stato proposto anche nella gamma della Simca 1000. In questo caso, però, l'unità ha dovuto subire delle modifiche per essere adottato dalla "piccola" di Casa, che voleva il motore in posizione longitudinale. Con tali modifiche, il motore prese la sigla di Type 371, un motore che è stato anche proposto con alimentazione a carburatore monocorpo, anzi, questa è proprio la caratteristica della variante che esordì sotto il cofano di una 1000. Con una potenza massima di 60 CV a 5800 giri/min, questo motore è stato montato sulla Simca 1000 Spécial (1972-75) e sulla Simca 1000 Rallye 1 (1972-77). Anche in questo caso, i motori prodotti a partire dal 1973 sono stati ricodificati, in questo caso con la sigla 1G1, e con alcune modifiche, sufficienti a far lievitare la potenza a 68 CV.

Mancò invece la versione con carburatore doppio corpo, mentre ne furono esistite delle varianti con alimentazione a due carburatori doppio corpo. In queste varianti, la potenza massima raggiungeva livelli compresi tra 84 e 103 CV, più altre varianti destinate alle competizioni. Questo motore ha trovato applicazione sulle Simca 1000 Rallye 2 e Rallye 3, ma anche sulle versioni stradali della sportiva CG 1300, prodotta in pochi esemplari.

### Il dopo-Simca
Dopo l'estinzione del marchio Simca, questo motore ha continuato a sopravvivere, ma solo nella versione trasversale: ancora con la sigla 3G2, è stato montato sulla Talbot 1510 e sulla Horizon GL. Quando anche il marchio Talbot sparì dalla circolazione, lo stesso motore venne utilizzato dalla Peugeot, ed in particolare dalla Peugeot 309, il cui progetto fu avviato dalla Talbot. In quest'ultima applicazione, la sigla cambiò ancora in G1A: qui la potenza massima fu di 65 CV a 5600 giri/min, con una coppia massima di 103 Nm a 2800 giri/min. Solo con l'uscita di produzione della 309 1.3, avvenuta nel 1989, si concluse la saga del motore Type 366 e delle sue motorizzazioni derivate.

## Riepilogo caratteristiche
Di seguito vengono riepilogate le caratteristiche dei motori Simca 1.3 Type 366 e 371, e delle successive motorizzazioni derivate:
| Type 366                                               | Trasversale   | Carburatore doppio corpo     | 75/5800  | 105/3000 | Simca 1100 Spécial       | 1971-73         |
| 3G2                                                    | Trasversale   | Carburatore doppio corpo     | 75/5800  | 105/3000 | Simca 1100 Spécial       | 1973-76         |
| 3G2                                                    | Trasversale   | Carburatore doppio corpo     | 75/5800  | 105/3000 | Simca 1100 Break Spécial | 1973-75         |
| 3G2                                                    | Trasversale   | Carburatore doppio corpo     | 68/5600  | 105/2800 | Simca 1307 GLS           | 1976-79         |
| 3G2                                                    | Trasversale   | Carburatore doppio corpo     | 68/5600  | 105/2800 | Talbot Horizon 1.3 GLS   | 1978-85         |
| 3G2                                                    | Trasversale   | Carburatore doppio corpo     | 68/5600  | 105/2800 | Talbot 1510              | 1980-82         |
| 3G2                                                    | Trasversale   | Carburatore doppio corpo     | 68/5600  | 105/2800 | Talbot Solara 1.3        | 1980-841        |
| G1A                                                    | Trasversale   | Carburatore doppio corpo     | 65/5600  | 103/2800 | Peugeot 309 1.3 GL/GR/SR | 1985-89         |
| G1A                                                    | Trasversale   | Carburatore doppio corpo     | 65/5600  | 103/2800 | Talbot Horizon 1.3 EX    | 1982-85         |
| 3G4                                                    | Trasversale   | Due carburatori doppio corpo | 82/6000  | 104/3200 | Simca 1100 TI            | 1973-77         |
| 3G4                                                    | Trasversale   | Due carburatori doppio corpo | 82/6000  | 104/3200 | Simca 1307 S             | 1976-79         |
| 3G4                                                    | Trasversale   | Due carburatori doppio corpo | 84/6000  | 108/3200 | Matra-Simca Bagheera 1.3 | 1973-78         |
| Type 371                                               | Longitudinale | Carburatore monocorpo        | 60/5400  | 94/2800  | Simca 1000 Spécial       | 1972-73         |
| Type 371                                               | Longitudinale | Carburatore monocorpo        | 60/5400  | 94/2800  | Simca 1000 Rallye 1      | 1972-73         |
| Type 371                                               | Longitudinale | Due carburatori doppio corpo | 82/6000  | 108/4400 | CG 1300                  | 1972-74         |
| 1G1                                                    | Longitudinale | Carburatore monocorpo        | 60/5400  | 94/2800  | Simca 1000 Spécial       | 1973-75         |
| 1G1                                                    | Longitudinale | Carburatore monocorpo        | 60/5400  | 94/2800  | Simca 1000 Rallye 2      | 1973-77         |
| 1G4                                                    | Longitudinale | Due carburatori doppio corpo | 86/6200  | 108/4600 | Simca Rallye 2           | 1972-77         |
| 1G4C                                                   | Longitudinale | Due carburatori doppio corpo | 103/6200 | 128/4900 | Simca Rallye 3           | 01/1978-05/1978 |
| Note: 1Solo per alcuni mercati tra cui quello italiano |               |                              |          |          |                          |                 |